# 埃里克·马斯金

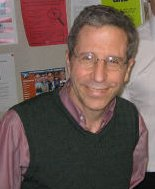
埃里克·马斯金

埃里克·马斯金（英語：Eric Maskin，1950年12月12日—）是一名美国经济学家，曾任麻省理工學院和哈佛大學經濟學教授。
2007年，埃里克·马斯金与里奥尼德·赫维克兹、罗杰·梅尔森因“机制设计理论”而获得诺贝尔经济学奖。
此外，他的研究领域还包括软件专利。他认为软件是一种创新趋势连续性市场，软件开发者的工作要以前一个版本为基础。在这样一个市场上专利就如一堵墙，抑制创新而非刺激创新。